# 大崎持詮
大崎 持詮（おおさき もちあきら）は、室町時代中期の陸奥大崎氏の第6代当主。持詮については学説上、諸説あるがここでは通説に従う。

## 通説
大崎氏6代目。斯波満持（みつもち、一説にその父・満詮）の嫡男。官位は左衛門佐。後に従四位上、左京大夫。法名昌朔、修心院と号したという。持詮は「朔の殿」と通称され、弟の直兼（ただかね/なおかね）は「青塚殿」と称された。諱（持詮）の「持」は、第4代将軍・足利義持の偏諱を受けたものである。元々大崎氏でも「持」の字が通字として使用されていたため、曽祖父とされる大崎詮持が足利義詮から賜って以来、家でのもう一つの通字となっていた「詮」の字を諱の二文字目に使用している。

## 異説
これに対し、少数説の遠藤厳「斯波氏」今谷明・藤枝文忠編『室町幕府守護職家事典 上下巻』（新人物往来社、1988年）に拠れば、「斯波満持の嫡子として生まれる。第4代当主。初名は定詮。1400年の祖父・大崎詮持と共に鎌倉に参勤したが、鎌倉方の追跡から逃れ、奥州の大崎に戻る。一時隠棲していた父に成り代り、奥州探題の権限を行使する。この頃、満詮に改名した様である。1413年の伊達持宗の乱では伊達持宗の支援。将軍・足利義持の偏諱を受けて持詮と改名し、左京大夫の官途を拝任。探題職もこの頃に継承したと見られる。1423年に鎌倉公方・足利持氏の追討を命ぜられ、翌年砂金や馬送上を賞された。生年は1386年だが、没年は不詳であり、「大須賀様」「向上院殿」と通称された。」とする。